# Karl Morgenschweis
Pour les articles homonymes, voir Morgenschweis.
Karl Morgenschweis, également orthographié Morgenschweiß, né le 14 juillet 1891 à Rosenberg et mort le 8 octobre 1968 à Buchloe, est un prêtre catholique allemand qui a été aumônier à la prison de Landsberg.

## Biographie
Karl Morgenschweis participe à la Première Guerre mondiale avec la 11e division d'infanterie bavaroise comme lieutenant et adjudant de bataillon et reçoit les croix de fer de 1re et 2e classe,.
Karl Morgenschweis est d'abord aumônier de la prison de Straubing, puis, d'octobre 1932 à août 1957, il est aumônier à la prison de Landsberg. Pendant l'époque du national-socialisme, il est chargé de la pastorale des opposants au régime nazi qui y sont emprisonnés. Après la fin de la Seconde Guerre mondiale, la prison est utilisée comme « prison no 1 pour les criminels de guerre », dans laquelle les condamnés des procès de Nuremberg et de Dachau purgent leur peine ou sont exécutés. Au début, Karl Morgenschweis y travaille comme pasteur, puis, après la fin de la guerre, comme pasteur principal. Karl Morgenschweis prend soin non seulement des criminels de guerre emprisonnés, mais exige également qu'ils soient graciés et libérés.
Les sept derniers criminels nazis condamnés à mort, dont Oswald Pohl et Otto Ohlendorf, sont pendus à la prison de Landsberg dans la matinée du 7 juin 1951. Pohl se convertit au catholicisme le 12 février 1950 et écrit ensuite le livre Credo. Mein Weg zu Gott, publié par Morgenschweis. Karl Morgenschweis y est appelé  « le leader de l'âme » (Seelenführer).
Après sa retraite, Karl Morgenschweis travaille comme pasteur au Heilig-Geist-Spital. Le 25 novembre 1966, à Munich, Morgenschweis prononce un discours devant le mouvement d'extrême droite Deutsches Kulturwerk Europäische Geist sur son séjour à la prison de Landsberg pour criminels de guerre, et qui est ensuite publié dans Der Freiwillige (de), un magazine d'anciens membres de la Waffen-SS. Au cours de son intervention, Karl Morgenschweis affirma avoir exfiltré des documents à caractère disculpant concernant les condamnés du procès de Malmedy depuis le pénitencier de Landsberg réservé aux criminels de guerre, et les avoir transmis à l'évêque Johannes Neuhäusler (de) en vue de leur exploitation ultérieure.
Karl Morgenschweis meurt à l'hôpital de Buchloe en octobre 1968.

## Récompenses et distinctions
- Croix de fer de 1re et 2e classe[1]
- Chevalier de l'ordre du Mérite de la République fédérale d'Allemagne